# Barre akord
U glazbi je barre akord vrsta gitarskog akorda, u kojem se jedan ili više prstiju koriste za istovremeno prislanjanje više žica o vrat gitare, omogućavajući tako gitaristu da odsvira akorde koji nisu ograničeni na tonove slobodnih žica na gitari (npr. EADGBe, ovisno o načinu ugađanja glazbala). Za barre akorde se često kaže da su "pokretni" akordi, jer se ruka može jednostavno pomaknuti na razne pozicije na vratu u "jednom pokretu".
Iako ova tehnika lagano utječe na kvalitetu proizvedenog tona, njezinim se korištenjem transponira osnovni akord za proizvoljan broj polustepena.

## Tehnika i primjene
- Primjedba: tonovi svakog akorda su prikazani u smjeru od žice najdubljeg tona prema žicama viših tonova - (EADGBe).

Barre akordi se obično koriste za složenije akorde i kompozicije u tonalitetima koji nisu prikladni za osnovnije, "otvorene akorde" na početnoj poziciji standardno ugođene gitare.
Pri sviranju barre akorda, žice više ne odzvanjaju tako "čisto" i tako dugo kao kad se koristi "otvoreni akord" iz razloga što one jednostavno više nisu "slobodne" i zvuk tada postaje prigušen. Iz istog razloga, ako se primijeni snažan pritisak u središte polja, dobivamo manje prigušen zvuk. Dakle, pri sviranju barre akorda, vrlo je važno izvježbati primjenu pravilnog pritiska. Upravo je savladavanje pravilnog pritiska najteže početnicima jer je tehnika barre akorda poprilično zahtjevna, a pritisak žica na prste ispočetka je čini i djelomično bolnom.
Dva najuobičajenija barre akorda su varijacije akorda A i E. Ti barre akordi su najčešće korišteni u rock, blues i country glazbi. E barre akord se sastoji od E-dur oblika akorda (022100) koji se pomiče niz vrat gitare i time mijenja osnovni tonalitet. Na primjer, E-dur akord pomaknut za jedno polje postaje F-dur akord (133211). Iduće polje je F#-dur, pa G-dur, G#-dur, A-dur, A#-dur, B-dur, C-dur, C#-dur, D-dur, D#-dur, i ponovo E-dur (povišen za jednu oktavu) na dvanaestom polju.
```
              E               A
E-------------0---------------5---
B-------------0---------------5---
G-------------1---------------6---
D-------------2---------------7---
A-------------2---------------7---
E-------------0---------------5---
Gitarska 
tablatura
 otvorenog E-dur akorda, 
i A-dur u obliku E-dur barre akorda.
```

A-dur barre akord, se oblikuje pomicanjem A-dur akorda (X02220) niz vrat gitare. Kod oblikovanja takvog akorda, kažiprst je polegnut preko prvih pet žica, dodirujući šestu (najdeblju) dovoljno da je priguši. Ostali prsti se koriste za oblikovanje ostatka akorda. Na primjer, ako se A-dur barre akord postavi na drugo polje, taj akord onda postaje B-dur (X24442). Od prvog do dvanaestog polja A-dur tako postaje A#, B, C, C#, D, D#, E, F, F#, G, G#, i na dvanaestom polju (povišen za oktavu), ponovno A-dur.
```
              A               D
E-------------0---------------5---
B-------------2---------------7---
G-------------2---------------7---
D-------------2---------------7---
A-------------0---------------5---
E---------------------------------
Gitarska tablatura "otvorenog" A-dur akorda, i D-dur akord u obliku A-dur barre akorda.
```

Na ovaj način mogu biti izvedene sve varijacije ova dva akorda, kao npr. mol-akordi.
Barre akordi u mol-ljestvici se oblikuju snižavanjem trećeg stupnja ljestvice (terce). 
Primjer:
```
         F        Fm       C       Cm
E--------1--------1--------3-------3-------
B--------1--------1--------5-------4-------
G--------2--------1--------5-------5-------
D--------3--------3--------5-------5-------
A--------3--------3--------3-------3-------
E--------1--------1------------------------
```

Pored već navedena dva najuobičajenija oblika, na isti način se mogu oblikovati barre akordi prema C, D i G oblicima "otvorenih akorada". Doduše, ti se oblici ne koriste tako često kao E i A. 
Primjer:
```
         D        A        Em
E--------2--------5--------3-------
B--------3--------2--------5-------
G--------2--------2--------4-------
D--------4--------2--------2-------
A--------5--------4----------------
E-----------------5----------------
```

Gornja slika prikazuje D-dur barre akord u obliku "otvorenog" C-dur akorda, A-dur barre akord u obliku "otvorenog" G-dur akorda, i E-mol barre akord u obliku "otvorenog" D-mol akorda.
Sve varijacije osnovnih dur i mol akorada mogu se oblikovati koristeći ovih 5 oblika.

## "Skraćeni" barre akordi
```
              F               F
E-------------1---------------1---
B-------------1---------------1---
G-------------2---------------2---
D-------------3---------------3---
A-------------3-------------------
E-------------1-------------------
Potpuni i "skraćeni" barre F-dur položaj.
```

Gitaristi razlikuju potpune i nepotpune ("skraćene") akorde kao polubarree. "Skraćeni" F akord može se jednostavno postići, ali treba imati na umu da sposobnost sviranja nepotpunih oblika akorda ne pomaže previše u savladavanju tehnike potrebne za sviranje potpunih oblika akorda.
```
       Gm     Gm     Gm     Gm7
E------3------3------3------3------
B------3------3------3------3------
G------3------3------3------3------
D------5------5-------------3------
A------5---------------------------
E------3---------------------------
Gm u obliku E-mol barre akorda: "potpuni", "skraćeni", "pojednostavljeni", i

Gm7 u obliku "skraćenog" Em7 barre akorda.
```

"Pojednostavljena verzija" na prve tri žice se opisuje kao "korisna pri sviranju solo-dionica", i može se odsvirati s bilo koja prva tri prsta.

## Vanjske poveznice
- Metode savladavanja barre akorda  Arhivirana inačica izvorne stranice od 10. prosinca 2017. (Wayback Machine)